# 威洛點 (加利福尼亞州)
威洛點（英語：Willow Point）是位於美國加利福尼亞州優洛縣的一個非建制地區。該地的面積和人口皆未知。

## 地理
威洛點的座標為38°25′32″N 121°33′09″W / 38.42556°N 121.55250°W，而該地的平均海拔高度為0米（即0英尺）。